# Психопатологија интелигенције
Психопатологија интелигенције се може поделити у две велике групе према томе да ли се ради о урођеном или рано стеченом дефекту интелигенције или о губитку интелигенције која је била правилно развијена. Реч је дакле о менталним ретадацијама (олигофренијама), односно деменцијама.
Постоје многобројне психолошке дефиниције интелигенције, по Србољубу Стојиљковићу она представља општу способност појединца да своје мишљење употреби за нове захтеве, тј., општа духовна способност прилагођавања новим задацима и условима живота.
Интелигенција се развија највише у најранијим узрастима, под значајним је утицајем наслеђа и одгоја у раној доби и расте све до периода адолесценције 16-18год., када достиже свој врхунац. Интелигенција се мери стандардизованим психолошким тестовима, а њена вредност се означава IQ количником. Битан предуслов нормалног функционисања интелигенције је очуваност и осталих менталних функција (свест, памћење, схватање, пажња и сл.).

## Психопатологија интелигенције
Од тога у ком животном добу настаје, поремећаје интелигенције делимо на:

### Олигофренија
Олигофренија представља сметње, ометеност, оштећеност и застој у раном психичком развоју код деце. Менталну ретардацију карактеришу поред интелектуалне још и емоционална, морална, друштвена, психомоторна, уз врло честу и соматску заосталост. Однос друштва према особама ометеним у развоју се историјски мењао од етапе, до етапе, све до разбоја хуманистичких идеја, где се олигофрене особе сматрају оболелим особама, које треба заштитити. 
Поремећаји могу настати унутарматерично, током порођаја или у раном периоду психичког развоја (до треће године). После треће године живота, оштећења која настају већ се сврставају у деменција, иако је деменција карактеристична тек за позне године живота. Сматра се да су услови настанка олигофреније у 80% случајева наследни. Све укупно, узорци настанка олигофреније могу бити разноврсни: заразна обољења мајке за време трудноће, порођајне повреде детета, траума на порођају, обољевања у првим годинама живота, инфективних обољења мозга и можданих опни, урођена оштећења метаболизма, дефицити витамина, минерала, протеина и других хранљивих и заштитних материја, хормоналне дисфункције, рани аутизам, услед не лечења умањене функције штитасте жлезде (хипотиреоидизам), кромосомске аномалије, алкохолизам родитеља и друге интоксикације и др.
Новије поделе класификације душевне заосталости издвајају поремећаје интелигенције, у односу на IQ-број, на:
- Лаку менталну заосталост, која износи од 50-69 IQ;
- Умерену менталну заосталост, која износи од 35-49 IQ;
- Тешку менталну заосталост, која износи од 20-34 IQ;
- Дубоку менталну ретардацију, која износи од испод 20 IQ.

### Деменција
Деменција или секундарни интелектуални дефицит, представља обољење при којем претходно нормални мозак престаје нормално да функционише. Сматра се да главни узрок може бити постепено сужавање и отврдњавање артерија које доводе крв у мозак, па отуда настају дегенеративне промене незаменљивих нервних ћелија у кори великог мозга. Резултат тога је погођеност и пропадање интелекта уз праћену оштећеност и других психичких функција: постепено губљење способности упамћивања, затим мишљења (расуђивање), свести (проблем оријентације), емоција (редукција емоционалне контроле) са постепеним пропадањем личности у целини, која се најбоље може видети у сенилној деменцији.
Старачка деменција или сенилност) коју карактерише: поред карактеристичног губитка интелектуалних способности (логично закључивање, расуђивање, оштећено схватање и опште знање и сл.) и упамћивања (поготово најновијих догађаја, особа се више не може сетити шта се догодило пре неколико сати (па чак и минута), иако се сећа догађаја који су се збили пре много година), такође и поремећај опажања у виду илузија и халуцинација, затим оштећеност оријентације (најпре спацијотемпорална - особа не препознаје простор и време у коме се налази, алопсихичка - особа не препознаје друге особе, и аутопсихичка оријентација - која се односи на непрепознавање самог себе), које може ићи све до делирантних стања, зати имамо поремећаје мишљења (сумануте идеје, конфабулације, инкохерентно мишљење), поремећаје нагона, емоција и воље (запажа се од апатичности и тоталне незаинтересованости за облачење, личну хигијену, исхрану, недруштвености и сл., све до претераног прикупљања прехрамбених производа, претеране емоционалне узбуђености, агресивности, чак и преслободног понашања, које води све до сексуалних насртаја на обично млађе особе). Сенилна деменција може достићи карактер схизофрене деменције, управо због сличне клиничке слике и погођености свих психичких функција, које карактеришу схизофренију. Поред сенилне издвајамо и пресенилну деменцију која је се јавља раније и изразито брзо напредује (алцхајмерова болест). Деменцију такође можемо поделити и према захваћености психичких функција које погађа на глобалну и лакунарну (делимична - код које постоји поштеђеност једног броја психичких функција); према делу мозга који је погођен на: кортикалне, субкортикалне и кортико-субкортикалне; према могућности лечења болести: на преверзибилну деменцију (после укидања узрочног фактора имамо повлачење интелектуалног дефицита и кореспонденталне манталне сиптоматологије) и иреверзибилну деменцију (Пикова и алцхајмерова болест, Хантингтонова деменција - наследна, мултиинфарктне деменције - артериосклероза можданих судова); према интензитету и могућности самосталног живљења оболеле особе на: лаку, средњу и тешку деменцију, код које не постоји могућност самосталног живота.
На самом крају да нагласимо да сенилна деменција није нужно обавезни пратилац старости, чак напротив највећи број људи дочека дубоку старост уз очувани ниво уобичајеног менталног функционисања.

#### Разлика између деменције и олигофренија
Овде издвајамо чувену илустрацију француског психијатра Ексирола, Жан Етине Доминика који каже "дементном човеку је ускраћено добро које је некад раније имао. Он је богаташ који је осиромашио. Олигофрена особа одувек живи у сиромаштву".

## Интелектуални дефицит и кривично право
С обзиром на оштећеност схватања, расуђивања, памћења и вољног деловања, природа поремећаја налаже онемогућење учешћа овакве особе у судском поступку. Углавном је реч о потпуној неурачунљивости, а ређе о битно умањеној урачунљивости.

## Интелектуални дефицит и грађанско право
Интелектуално дефицитна процена у грађанско-правним споровима, су углавном односи на тестаменте, уговоре о доживотном чувању, склапање брака, поклона и сл. У случају деменције, се без много полемисања, вештачењем одузима пословна способност. Међутим, у нејаснијим случајевима поставља се захтев темељне анализе и обраде података, у сврху адекватне процене. Када је у питању преминула особа и правна процена ваљаности потписаних докумената, за време живота, вештачење се одвија на основу документације, увида у сами акт и уз помоћ сведока. Узимају се у обзир специфичности вештачене личности, околности у којим је потписивање обављено, узимају се у обзир животни ставовима и сл.